# Mary-Louise Parker
Mary-Louise Parker (Columbia, 2 agosto 1964) è un'attrice statunitense.
Vincitrice di due Tony Award per Proof e The Sound Inside, di un premio Emmy e di un Golden Globe per la miniserie televisiva Angels in America, è nota soprattutto per essere stata Ruth Jamison nel film Pomodori verdi fritti alla fermata del treno e Nancy Botwin nella serie televisiva Weeds, per cui ha vinto il suo secondo Golden Globe.

## Biografia
Nata nella Carolina del Sud, studia recitazione presso la North Carolina School of the Arts, e in seguito si trasferisce a New York, dove lavora in teatro per alcune rappresentazioni per Broadway. Nel 1990 recita nel film Che mi dici di Willy?, primo film ad affrontare il tema dell'AIDS. Negli anni novanta intraprende una frenetica attività cinematografica che la porta a prendere parte a film come Grand Canyon - Il cuore della città, Pomodori verdi fritti alla fermata del treno, Mister Wonderful, Il cliente, Pallottole su Broadway, A proposito di donne e Ritratto di signora. Nel 2002 lavora con Edward Norton e Ralph Fiennes in Red Dragon, mentre nel 2005 è nel cast di Romance & Cigarettes.
Lavora anche per la televisione in serie TV come Angels in America (a fianco di Al Pacino, Meryl Streep e Emma Thompson), per cui vince un Emmy e un Golden Globe, West Wing - Tutti gli uomini del Presidente e Weeds, che la vede come protagonista e per il cui ruolo vince un Golden Globe nel 2006. Nel 2007 interpreta il ruolo principale nel film televisivo The Robber Bride. Nello stesso anno, interpreta Zerelda Mimms nel film di Andrew Dominik L'assassinio di Jesse James per mano del codardo Robert Ford, al fianco di Brad Pitt, Casey Affleck, Sam Rockwell e Garret Dillahunt. Nell'agosto 2007 ha continuato il suo ruolo nella terza stagione di Weeds. Parker è apparsa nel 2008 in Spiderwick Le Cronache e nella produzione off-Broadway Playwrights Horizons nella premiere newyorkese di Dead Man's Cell Phone, una commedia di Sarah Ruhl. Gira il film di Donna Vermeer insieme a Julie Delpy. In seguito, è tornata a lavorare alla quinta stagione di Weeds. Parker interpreta il ruolo principale nel revival della commedia Hedda Gabler, in scena da gennaio al 29 marzo 2009. L'opera ottiene una sequela di recensioni negative.
Parker recita al fianco di Bruce Willis nel film Red, un adattamento dell'omonima miniserie a fumetti. Il film è uscito il 15 ottobre 2010. Nel 2011, dirige la decima stagione della serie di documentari PBS Independent Lens. Nel 2013 interpreta ruoli sia in Red 2 che in R.I.P.D. Appare nella produzione del Broadway Manhattan Theatre Club della commedia The Snow Geese di Sharr White al Samuel J. Friedman Theatre dal 24 ottobre al 15 dicembre 2013. La commedia è diretta da Daniel J. Sullivan e interpretata anche da Danny Burstein e Victoria Clark.
Parker recita nella commedia di Simon Stephens, Heisenberg, prodotta off-Broadway dal Manhattan Theatre Club. Lo spettacolo, diretto da Mark Brokaw, debutta il 2 giugno 2015. L'opera estende la sua durata, chiudendo l'11 luglio 2015. La commedia si trasferisce a Broadway al Samuel J. Friedman Theatre, con anteprime a partire dal 20 settembre 2016, aprendo ufficialmente il 13 ottobre, con Parker e Denis Arndt che riprendono i loro ruoli. Recita a Broadway nella commedia di Adam Rapp The Sound Inside allo Studio 54 a partire dal 14 settembre 2019, in anteprima, ufficialmente il 17 ottobre. Si esibisce nella prima mondiale dello spettacolo da giugno a luglio 2018 al Williamstown Theatre Festival. Nel settembre 2021, vince il Tony Award alla miglior attrice protagonista in un'opera teatrale. Appare nel revival di Broadway del Manhattan Theatre Club How I Learned to Drive, che avrebbe dovuto debuttare al Samuel J. Friedman Theatre il 27 marzo 2020, in anteprima. David Morse è co-protagonista, sotto la regia di Mark Brokaw. A causa della pandemia di COVID-19, la produzione si posticipa alla stagione 2021-22 del Manhattan Theater Club.

### Vita privata
Ha avuto un figlio nato dalla relazione con Billy Crudup. Nel settembre 2007 ha adottato una bambina etiope.

## Filmografia

### Cinema
- Signs of Life, regia di John David Coles (1989)
- Che mi dici di Willy? (Longtime Companion), regia di Norman René (1989)
- Grand Canyon - Il cuore della città (Grand Canyon), regia di Lawrence Kasdan (1991)
- Pomodori verdi fritti alla fermata del treno (Fried Green Tomatoes), regia di Jon Avnet (1991)
- Vado a vivere a New York (Naked in New York), regia di Dan Algrant (1993)
- Mister Wonderful, regia di Anthony Minghella (1993)
- Il cliente (The Client), regia di Joel Schumacher (1994)
- Pallottole su Broadway (Bullets Over Broadway), regia di Woody Allen (1994)
- A proposito di donne (Boys on the Side), regia di Herbert Ross (1995)
- Reckless, regia di Norman René (1995)
- Ritratto di signora (The Portrait of a Lady), regia di Jane Campion (1996)
- Scelte pericolose (The Maker), regia di Tim Hunter (1997)
- L'omicidio nella mente (Murder in Mind), regia di Andrew Morahan (1997)
- Goodbye Lover, regia di Roland Joffé (1998)
- Let the Devil Wear Black, regia di Stacy Title (1999)
- I cinque sensi (The Five Senses), regia di Jeremy Podeswa (1999)
- Un sogno impossibile (Pipe Dream), regia di John Walsh (2002)
- The Quality of Mercy, regia di Stephen Marro – cortometraggio (2002)
- Red Dragon, regia di Brett Ratner (2002)
- The Best Thief in the World, regia di Jacob Kornbluth (2004)
- Saved!, regia di Brian Dannelly (2004)
- Romance & Cigarettes, regia di John Turturro (2005)
- L'assassinio di Jesse James per mano del codardo Robert Ford (The Assassination of Jesse James by the Coward Robert Ford), regia di Andrew Dominik (2007)
- Spiderwick - Le cronache (The Spiderwick Chronicles), regia di Mark Waters (2008)
- Solitary Man, regia di Brian Koppelman e David Levien (2009)
- Urlo (Howl), regia di Rob Epstein e Jeffrey Friedman (2010)
- Red, regia di Robert Schwentke (2010)
- Red 2, regia di Dean Parisot (2013)
- R.I.P.D. - Poliziotti dall'aldilà (R.I.P.D.), regia di Robert Schwentke (2013)
- Comportamenti molto... cattivi! (Behaving Badly), regia di Tim Garrick (2014)
- Chronically Metropolitan, regia di Xavier Manrique (2016)
- Red Sparrow, regia di Francis Lawrence (2018)
- Picchiarello al campo estivo (Woody Woodpecker Goes to Camp), regia di Jonathan A. Rosenbaum (2024)
- Omni Loop, regia di Bernardo Britto (2024)

### Televisione
- I Ryan (Ryan's Hope) – serial TV (1975)
- Too Young the Hero, regia di Buzz Kulik – film TV (1988)
- A Place for Annie, regia di John Gray – film TV (1994)
- Sugartime, regia di John N. Smith – film TV (1995)
- Ripensando a quella notte (Legalese), regia di Glenn Jordan – film TV (1998)
- Saint Maybe, regia di Michael Pressman – film TV (1998)
- Un mondo senza tempo (The Simple Life of Noah Dearborn), regia di Gregg Champion – film TV (1999)
- Cupido e Cate (Cupid & Cate), regia di Brent Shields – film TV (2000)
- Master Spy: The Robert Hanssen Story, regia di Lawrence Schiller – film TV (2002)
- Angels in America, regia di Mike Nichols – miniserie TV (2003)
- Due vite segnate (Miracle Run), regia di Gregg Champion – film TV (2004)
- Vinegar Hill, regia di Peter Werner – film TV (2005)
- West Wing - Tutti gli uomini del Presidente (The West Wing) – serie TV, 23 episodi (2001-2006)
- The Robber Bride, regia di David Evans – film TV (2007)
- Weeds – serie TV, 102 episodi (2005-2012)
- The Blacklist – serie TV, 4 episodi (2014)
- When We Rise – miniserie TV (2017)
- Mr. Mercedes – serie TV (2017)
- Colin in bianco e nero (Colin in Black & White) – serie TV, 6 episodi (2021)

## Teatrografia parziale
- Prelude to a Kiss di Craig Lucas, regia di Norman René. Circle Repertory Theatre dell'Off Broadway ed Helen Hayes Theatre di Broadway (1990)
- Bus Stop di William Inge, regia di Josephine R. Abady. Circle in the Square Theatre di Broadway (1996)
- How I Learned to Drive di Paula Vogel, regia di Mark Brokaw. Vineyard Theatre dell'Off Broadway (1997)
- Proof di David Auburn, regia di Daniel J. Sullivan. Walter Kerr Theatre di Broadway (2000)
- Reckless di Craig Lucas, regia di Mark Brokaw. Samuel J. Friedman Theatre di Broadway (2004)
- Hedda Gabler di Henrik Ibsen, regia di Ian Rickson. American Airlines Theatre di Broadway (2009)
- The Snow Geese di Sharr White, regia di Daniel Sullivan. Samuel J. Friedman Theatre di Broadway (2013)
- Heisenberg di Simon Stephens, regia di Mark Brokaw. Samuel J. Friedman Theatre di Broadway (2016)
- The Sound Inside di Adam Rapp, regia di David Cromer. Williamstown Theatre Festival di Williamstown (2018) e Studio 54 di Broadway (2019)
- How I Learned to Drive di Paula Vogel, regia di Mark Brokaw. Samuel J. Friedman Theatre di Broadway (2022)

## Riconoscimenti
- Golden Globe
  - 2004 – Miglior attrice non protagonista in una serie per Angels in America
  - 2006 – Miglior attrice in una serie commedia o musicale per Weeds
  - 2007 – Candidatura alla miglior attrice in una serie commedia o musicale per Weeds
  - 2008 – Candidatura alla miglior attrice in una serie commedia o musicale per Weeds
  - 2009 – Candidatura alla miglior attrice in una serie commedia o musicale per Weeds
- Premio Emmy
  - 2002 – Candidatura alla migliore attrice non protagonista in una serie drammatica per West Wing - Tutti gli uomini del Presidente (The West Wing)
  - 2004 – Migliore attrice non protagonista in una miniserie o film alla televisione per Angels in America
  - 2007 – Candidatura alla migliore attrice protagonista in una serie commedia per Weeds
  - 2007 – Candidatura alla migliore attrice non protagonista in una miniserie o film TV per Robber Bride (The Robber Bride)
  - 2008 – Candidatura alla migliore attrice protagonista in una serie commedia per Weeds
  - 2009 – Candidatura alla migliore attrice protagonista in una serie commedia per Weeds
- Tony Award
  - 1990 – Candidatura alla miglior attrice protagonista in un'opera teatrale per Prelude to a Kiss
  - 2001 – Miglior attrice protagonista in un'opera teatrale per Proof
  - 2005 – Candidatura alla miglior attrice protagonista in un'opera teatrale per Reckless
  - 2020 – Miglior attrice protagonista in un'opera teatrale per The Sound Inside
  - 2022 – Candidatura alla miglior attrice protagonista in un'opera teatrale per How I Learned to Drive

## Doppiatrici italiane
Nelle versioni in italiano delle opere in cui ha recitato, Mary-Louise Parker è stata doppiata da:
- Eleonora De Angelis ne Il cliente, Red Dragon, Saved, Red Sparrow, Picchiarello al campo estivo
- Claudia Catani in Spiderwick - Le cronache, Red, Red 2, When We Rise
- Tiziana Avarista in Romance & Cigarettes, The Blacklist, Golden Exits, Mr. Mercedes
- Ilaria Stagni in Reckless, Urlo, Goodbye Lover
- Laura Latini in Ritratto di signora, West Wing - Tutti gli uomini del Presidente
- Barbara De Bortoli in Angels in America, Cupido e Cate
- Sabrina Duranti in R.I.P.D. - Poliziotti dall'aldilà, Billions
- Loredana Nicosia in Master Spy: The Robert Hanssen Story
- Monica Ward in Scelte pericolose
- Selvaggia Quattrini in West Wing - Tutti gli uomini del Presidente (ep. 7x18; 7x20)
- Anna Cesareni in Mister Wonderful
- Franca D'Amato in Weeds, Elsbeth
- Stefania Patruno in Pomodori verdi fritti alla fermata del treno
- Paola Majano in Un mondo senza tempo
- Jasmine Laurenti in Christmas in Conway
- Laura Romano in Saint Maybe
- Laura Boccanera in Pallottole su Broadway
- Giuppy Izzo in A proposito di donne
- Laura Lenghi in L'assassinio di Jesse James per mano del codardo Robert Ford
- Emanuela Rossi in Un sogno impossibile
- Francesca Fiorentini in Solitary Man
- Alessandra Korompay in Comportamenti molto... cattivi